# Al Khalfia
Al Khalfia (àrab الخالفية) és una comuna rural de la província de Fquih Ben Salah de la regió de Béni Mellal-Khénifra. Segons el cens de 2014 tenia una població total de 15.451 persones.